# أولاف زانتي
أولاف زانتي (بالبوكمول: Olav Zanetti) هو لاعب كرة قدم نرويجي في مركز الدفاع، ولد في 29 أبريل 1976 في أوسلو في النرويج. لعب مع نادي ساندفيورد ونادي ليلستروم.